# Bahía de Banderas (zatoka)
Bahía de Banderas (z hiszp. zatoka flag) – zatoka na pacyficznym wybrzeżu Meksyku, administracyjnie należąca do jego stanów Nayarit i Jalisco. Ma około 1300 km² powierzchni, co czyni ją trzecią co do wielkości zatoką Meksyku (po Campeche oraz Bahía de Chetumal). Znany ośrodek wypoczynkowy Puerto Vallarta leży nad wodami Bahía de Banderas.
Północny koniec zatoki wyznacza Punta Mita, a południowy Cabo Corrientes. Długość linii brzegowej wynosi około 100 km. Maksymalna głębokość to około 900 m. Do zatoki uchodzą rzeki Ameca oraz Tomatlán.
Nazwa zatoki według ludowych podań wzięła się z powitania, jakie zgotowała tubylcza ludność Francisco Cortesowi, niosąc kolorowe flagi. Przybysze nadali w związku z tym nazwę dolinie Valle de Banderas, następnie określenie przyległo do samej zatoki.
W stanie Nayarit znajduje się gmina o tej samej nazwie.